# Joystick Atari
La interfaz de Joystick Atari, también llamada norma Atari o norma Commodore es una interfaz de Joystick digital implementada por primera vez por Atari en su consola Atari 2600 y convertida en estándar de facto para la mayoría de equipos de 8 bits. A partir de ella se han desarrollado más de 6 variantes, pero todas tienen en común el respetar la parte básica : conector DE-9 hembra para el Joystick, macho en el ordenador/videoconsola, con los conectores 1 a 4 para las 4 direcciones básicas y el pin 6 para el Fuego, lo que garantiza que cualquier Joystick compatible Atari puede usarse en sus equipos. Las partes no usadas del conector solían dejarse vacías para abaratar costes por lo que se podía diferenciar parte de las funcionalidades
viendo los conectores habilitados.
Dado que las diferencias entre las diferentes implementaciones eran pequeñas, se acabaron popularizando los joystick multinorma, que mediante un interruptor (primero por vía mecánica, luego por un ASIC) intercambiaban las señales y funcionalidades necesarias.
La norma implementada por Atari definía 2 ports Atari de Joystick/Mouse/Paddle. Solo en el conector A se puede conectar un lápiz óptico (que se lee por el pin 6). En las parejas de paddles, cada paddle lee un eje del potenciómetro y usan el mismo fuego que los Joystics.
A partir de ella evolucionaron las normas:
- Joystick MSX
- Joystick Thomson
- Joystick Sega
- Joystick Amstrad
- Joystick Sinclair

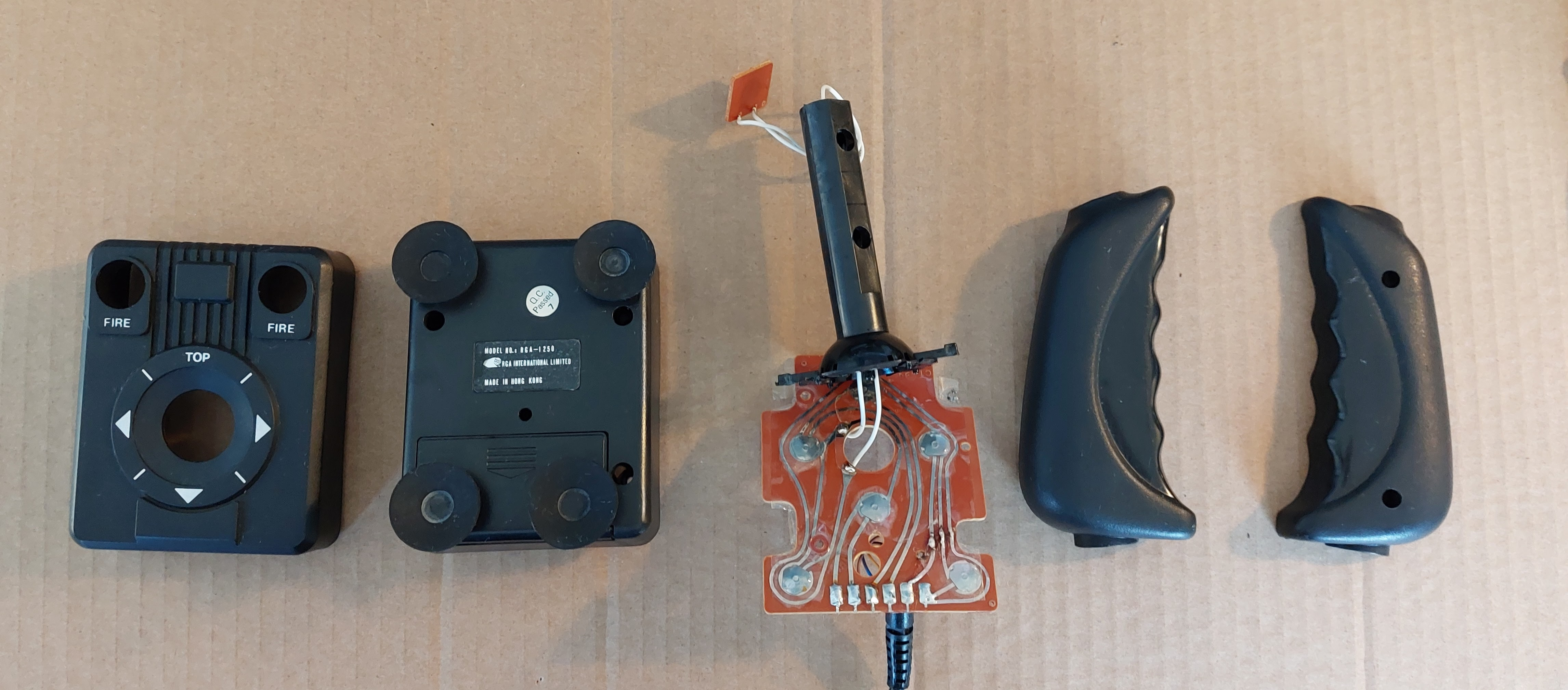
Atari 2600 joystick RGA International Video Controller - RGA-1250 - Desarmado.

El mismo tipo de conector se usó con las 3DO Interactive Multiplayer, pero como la Sega Mega Drive ya implementaba señales multiplexadas. Un caso muy peligroso es el de los modernos Famiclones, que han sustituido el conector tipo NES y el DE-15 por un conector DE-9 con las mismas señales que la NES. Al estar totalmente cambiado el patillaje y tener señal multiplexada, conectar uno de estos mandos puede acabar quemando la placa madre del equipo.

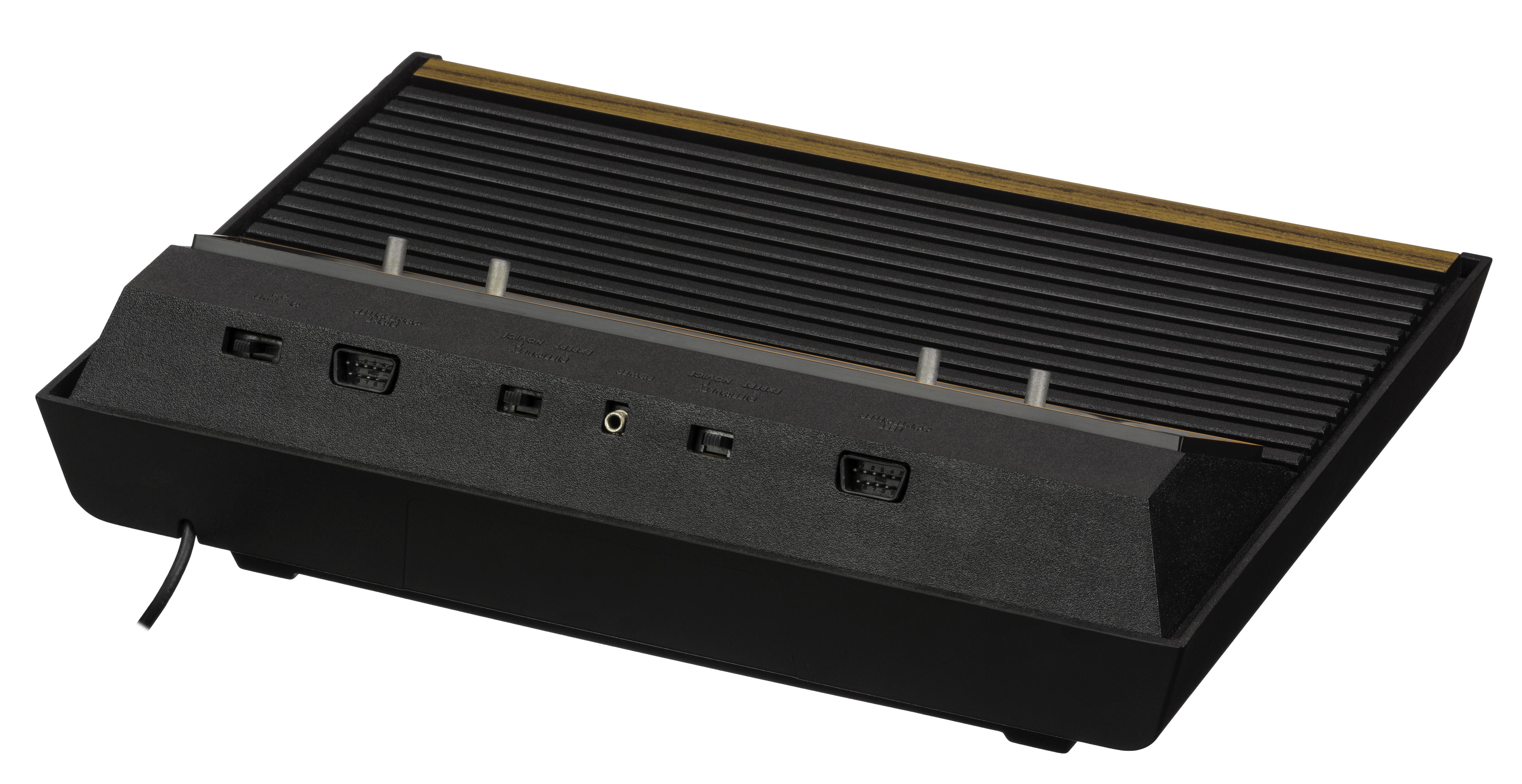
Los primeros puertos aparecieron detrás de la consola 2600. En los primeros modelos CX2600 estaban separados por 3 pulgadas, mientras que luego en los modelos CX2600A están mucho más separados.

## historia

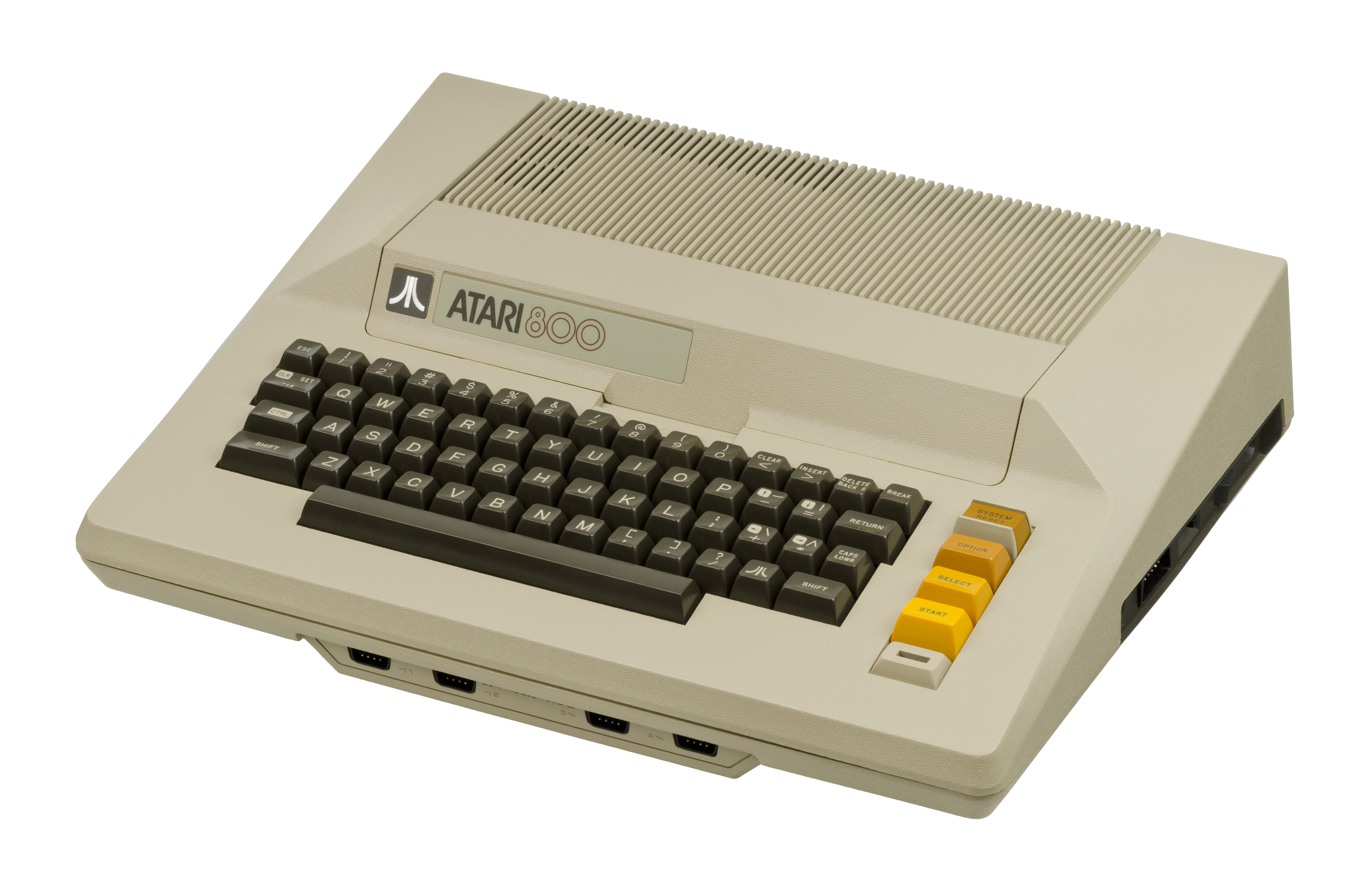
Las computadoras Atari 400 y 800 tenían cuatro puertos en el frente de los equipos.

El Atari 2600 se desarrolló a partir de un esfuerzo por abordar los problemas que Atari encontró al lanzar su primera consola de videojuegos, Pong. Aunque fue exitoso, Pong era un sistema costoso de diseñar y estaba dedicado únicamente a un juego. Sería mucho más práctico tener una máquina que pudiera ejecutar múltiples juegos. La lista de juegos que necesitaría soportar incluía variaciones de Pong y Tank. y fue el deseo de ejecutar estos dos juegos lo que llevó a la necesidad de algún tipo de sistema de entrada flexible; Pong usó controladores de paddles analógicos, mientras que Tank usó joysticks digitales (encendido / apagado). los Juegos arcade de la época generalmente usaban paddles, palancas de mando o un tipo único de controlador del volante que se hacía girar, totalmente diferente a un automóvil real.
El desarrollo del 2600 fue estrictamente un proyecto en papel hasta septiembre de 1975, cuando se lanzó el procesador MOS Technology 6502. El 6502 ofrecía las combinaciones correctas de características, rendimiento y precio que hicieron que una consola con cartuchos ROM para el almacenamiento de programas fuera práctica por primera vez. Ahora que tal máquina parecía una posibilidad real, el equipo de diseño de Cyan Engineering comenzó un desarrollo serio.
Como parte de este esfuerzo, Joe Decuir comenzó el desarrollo de un sistema de E/S basado principalmente en la MOS Technology 6532 incluía puertos de E/S de 8 bits, así como el hardware necesario para controlar la actualización de la memoria y tareas de mantenimiento similares. En última instancia, el diseño utilizó cinco de los puertos de E/S (pines) para controlar los distintos conmutadores del panel frontal y cuatro para cada uno de los dos controladores. Además, el TIA, cuya tarea principal era el sonido y el video, se utilizaba para manejar controladores basados en temporización, como paletas y lápices de luz. La interfaz física era el conector D-sub de 9 pines, que ya era relativamente común para los serial ports de conteo de pines reducidos en las máquinas de bus Apple II y S-100 bus. Cada uno de los pines en el conector fue directamente al pin correspondiente en el chip asociado
El 2600 se lanzó en 1977 y se distribuye con los dos controladores de paddles y un solo joystick. El puerto permitió al 2600 admitir más fácilmente una variedad más amplia de juegos, no solo juegos específicos sino géneros completos. La mayoría de las consolas de juegos antes de Atari tenían controles de paletas, incluso desmontables en el caso del Fairchild Channel F y Magnavox Odyssey. Pero el joystick era nuevo, y rápidamente obtuvo elogios, ya que permitía el ingreso directo a una serie de juegos que de otra manera serían difíciles de controlar usando una paleta. El joystick ha sido llamado "el pináculo de los controladores de entretenimiento doméstico en su día".
Después del lanzamiento del 2600, el equipo de Cyan se dirigió inmediatamente al desarrollo de su reemplazo, apuntando al marco temporal de 1979. Como el "estándar" ya estaba establecido en el 2600, las nuevas máquinas naturalmente utilizaron la misma interfaz de controlador, aunque los detalles de los sistemas utilizados para leerlo cambiaron. A medida que se acercaba a 1979, surgió el mercado de computadoras en el hogar y Atari reposiciona el nuevo sistema como el 400 y el 800, los primeros miembros de la familia Atari de 8 bits. Esto significaba que el estándar ahora cruzaba la línea entre las consolas y las computadoras.